# Plesioteuthis
Plesioteuthis — викопний рід кальмарів, що існував у пізньому юрі (156—151 млн років тому). Скам'янілі відбитки знайдено у відкладеннях Зольнхофенських вапняків в Німеччині.

## Спосіб життя
Вони були швидкохідними нектонічними хижаками, що мешкали в лагунах, у мілководних підводних водах та рифах. У свою чергу, на Plesioteuthis полювали птерозаври. У 2020 році у рештках кальмара знайшли відломаний зуб, що належав рамфоринху.